# Parinarsäure
Parinarsäure ist eine vierfach ungesättigte, konjugierte Fettsäure, von der verschiedene Doppelbindungsisomere natürlich vorkommen. Sie ist ein Isomer der Stearidonsäure.

## Isomere
Vier Diastereomere der Parinarsäure sind relevant. Das natürlich meistens vorkommende 9Z,11E,13E,15Z-Isomer (α- oder cis-Parinarsäure; Parinarsäure A), das 9Z,11E,13E,15E-Isomer (Parinarsäure B), das 9E,11E,13E,15Z-Isomer (Parinarsäure C) und das 9E,11E,13E,15E-Isomer (β- oder trans-Parinarsäure; Parinarsäure D), wobei alle Isomere natürlich vorkommen.

## Vorkommen

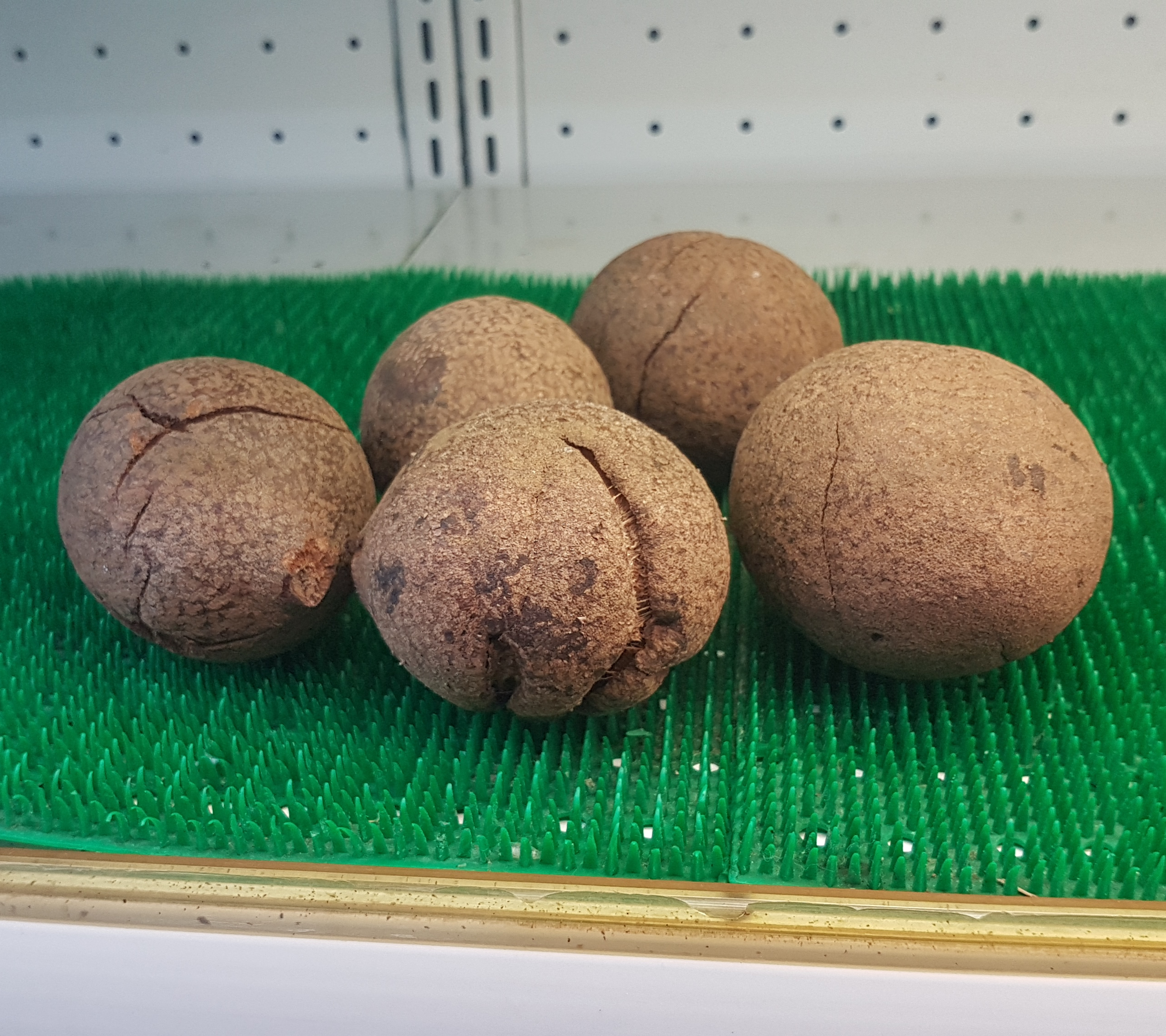
Früchte von Atuna excelsa, aus deren Samen Parinarsäure zuerst isoliert wurde

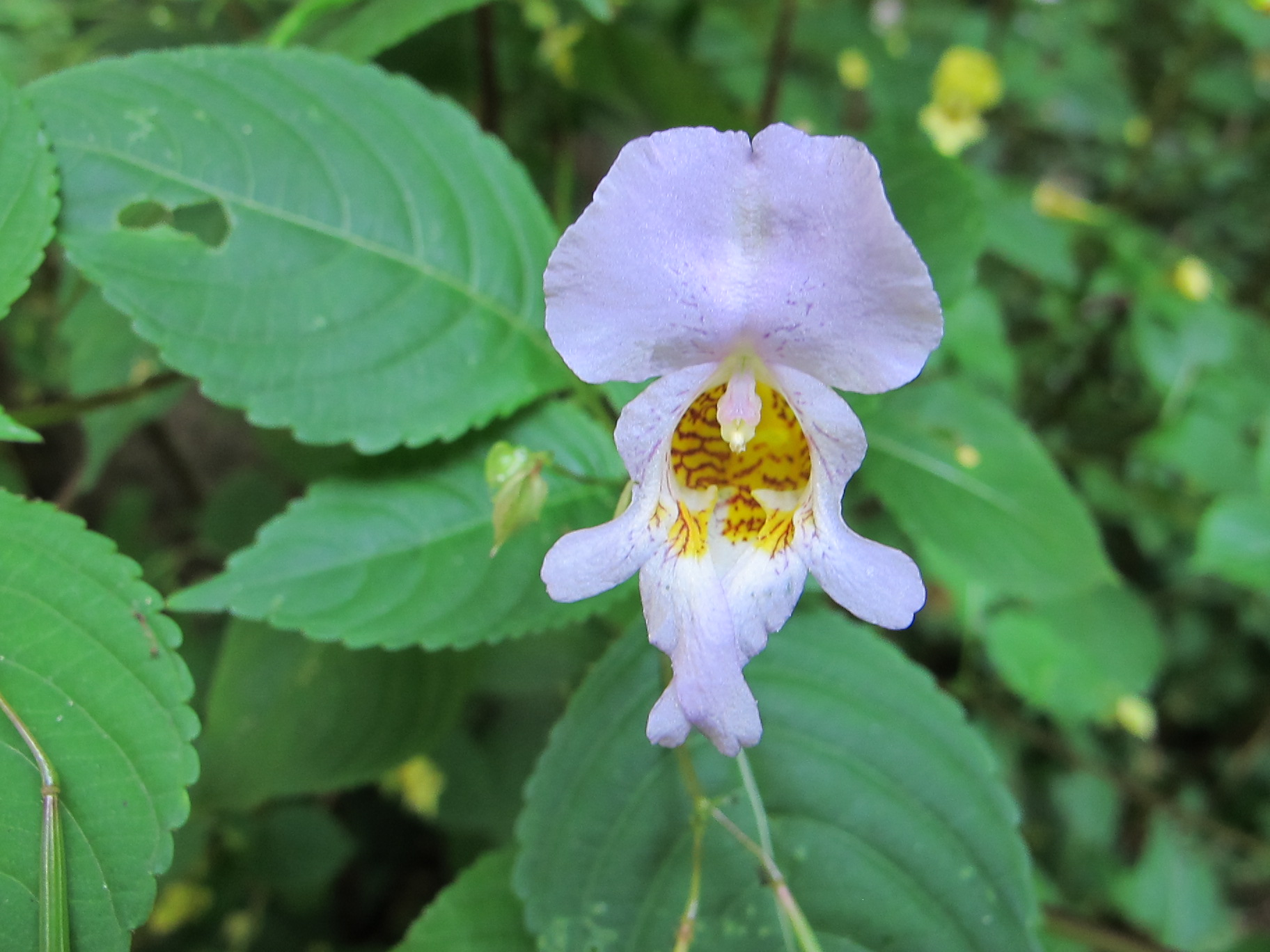
Das Bunte Springkraut und viele andere Arten der Gattung Impatiens enthalten Parinarsäure

Zuerst isoliert wurde cis-Parinarsäure 1933 aus dem Samenöl von Atuna excelsa (Synonym: Parinari laurina oder Parinari glaberrima), einem in Südostasien heimischen Baum aus der Familie der Goldpflaumengewächse.
Das Vorkommen der Parinarsäure ist charakteristisch für die Gattung der Springkräuter (Impatiens). In einer Untersuchung an 18 Arten enthielten die Triglyceride im Samenöl bei allen Arten mindestens 8 % Parinarsäuren. In Impatiens mengtszeana war der gemessene Gehalt mit etwa 70 % besonders hoch. Alle vier Isomere kamen in allen untersuchten Arten vor, in den meisten Fällen machte aber die cis-Parinarsäure den größten Anteil aus. cis-Parinarsäure ist mit fast 50 % auch die Hauptfettsäure der Triglyceride im Samenöl des Bunten Springkrauts (Impatiens edgeworthii).
cis-Parinarsäure kommt außerdem als wichtige Fettsäure in den Triglyceriden von Sebastiania brasiliensis (Familie der Wolfsmilchgewächse) vor, sowie in der Kokospflaume. Widersprüchliche Ergebnisse liegen zu der Frage vor, ob Parinarsäure in Goabohnen enthalten ist.
Auch in den Lipiden bestimmter Cyanobakterien sowie Rot- und Grünalgen kommt Parinarsäure vor.

## Biosynthese
Die Biosynthese in Impatiens balsamina wurde untersucht und ein Enzym identifiziert, das für die Bildung der α-Parinarsäure verantwortlich ist. Durch heterologe Expression in Saccharomyces cerevisiae wurde α-Linolensäure aus dem Nährmedium in α-Parinarsäure umgewandelt.

## Synthese
Verschiedene Stereoisomere der Parinarsäure können ausgehend von α-Linolensäure synthetisiert werden. Diese wird zunächst bromiert durch eine geringe Konzentration von Brom in einer gesättigten Lösung von Natriumbromid in Methanol. Dabei entstehen drei isomere Dibromverbindungen. Durch Eliminierung von jeweils zwei Molekülen Bromwasserstoff mit DBU, sowie längere Reaktion mit Kaliumhydroxid-Lösung, entstehen drei stereoisomere Parinarsäuren: cis-Parinarsäure aus der 12,13-Dibromverbindung, sowie das 9E,11E,13E,15Z- oder 9Z,11E,13E,15E-Isomer aus der 9,10- und 15,16-Dibromverbindung. Durch Erhitzen am Rückfluss, entweder mit Kaliumhydroxid in wässrigem Ethanol oder mit Iod in Hexan ergibt die trans-Parinarsäure.
Eine Synthese von trans-Parinarsäure ausgehend Sebacinsäuredimethylester wurde 2022 veröffentlicht. Zunächst wird durch Reduktion mit Lithiumaluminiumhydrid und anschließende Oxidation mit Iodoxybenzoesäure selektiv eine Estergruppe in ein Aldehyd überführt. Durch Umsetzung mit Vinylmagnesiumbromid und erneute Oxidation mit Iodoxybenzoesäure kann der Aldehyd dann in ein Vinylketon überführt werden. Durch eine ruthenium-katalysierte Kupplung mit Propylvinylketon wird die Kohlenstoffkette mit den beiden zentralen Doppelbindung aufgebaut. Durch Reduktion der Ketogruppen mit Natriumborhydrid und Elimination werden die anderen beiden Doppelbindungen aufgebaut.

## Eigenschaften
Ergebnisse einer in-vitro-Studie deuten darauf hin, dass Parinarsäure cytotoxisch gegen verschiedene Krebs-Zelllinien ist, insbesondere Leukämie-Zellen.

## Verwendung
cis- und trans-Parinarsäure eignen sich als Fluoreszenzmarker zur Untersuchung von Lipid-Lipid- und Lipid-Protein-Interaktionen sowie von Biomembranen. Dafür sind sie besonders gut geeignet, weil sie anderen Fettsäuren strukturell ähnlich ist, sodass sie nur minimale Änderungen im analysierten System verursachen.
Da Parinarsäure außerdem sehr empfindlich gegen Peroxidbildung ist und diese zu einer Abnahme der Fluoreszenz führt, kann die Verbindung auch als Probe für die Untersuchung der Peroxidbildung in Lipiden verwendet werden. Solche Untersuchungen wurden auch an lebenden Zellen durchgeführt.